# Нейроны направления головы
Нейроны направления головы (англ. head direction cells) — особые нейроны в головном мозге, активирующиеся в соответствии с направлением головы животного. Эти нейроны разряжаются с определённой частотой, когда голова животного ориентирована в каком-либо направлении, и перестают разряжаться, когда направление головы изменяется. Систему этих нейронов можно считать «внутренним компасом» мозга, при любом направлении головы активна некоторая часть этих нейронов. Однако эта система никак не связана с чувствительностью к магнитному полю Земли, на неё влияют в основном вестибулярные сигналы. Вместе с нейронами места, нейронами решётки, нейронами границы и нейронами скорости нейроны направления головы входят в мозговую «навигационную систему», которая обеспечивает пространственную ориентацию животного. Большинство нейронов направления головы находится в дорсальном пресубикулуме и энторинальной коре, однако они обнаружены и за пределами гиппокамповой формации. Они были открыты в 1980-е годы американским нейрофизиологом Джеймсом Ранком.
Работа мозговой навигационной системы, частью которой является система отслеживания направления головы, сейчас активно изучается. Установлено, что нейроны направления головы активны не только у бодрствующих, но и у спящих животных, при этом паттерны активности нейронов во время сна и во время бодрствования очень схожи. Поэтому считается, что нейроны системы отслеживания направления головы обладают внутренними механизмами самоорганизации, то есть эта система способна отслеживать направление головы в отсутствие внешних визуальных стимулов. Внешние стимулы служат для коррекции состояния этой системы при соотнесении её информации с окружающей обстановкой.

## Функции
Большая часть исследований нейронов направления головы выполнена на грызунах. Эти нейроны активируются, когда голова животного повернута по определённому азимуту в горизонтальном направлении, независимо от того, где в каких условиях и где именно находится животное, покоится оно или движется, и независимо от поворота головы относительно туловища. Наклон головы в вертикальной плоскости и позиция туловища практически не влияют на работу этих нейронов. Частота спайков активного нейрона имеет выраженный максимум по направлению, на которое настроен этот нейрон, и заметно снижается при отклонении от этого направления. Угол, на который реагирует нейрон, варьируется от 60 до 140 градусов, среднее значение составляет примерно 90 градусов. Никаких выделенных направлений не обнаружено, все направления равномерно представлены в популяции нейронов.
Система нейронов направления головы подстраивается под внешние визуальные стимулы. В экспериментах использовались цилиндрические помещения со стеной, на которой было помечено какое-либо направления. После поворота стены цилиндра вместе с меткой поля активности нейронов поворачивались на тот же самый угол, при этом распределение частоты спайков нейронов в зависимости от угла не изменялось. В дальнейших экспериментах визуальные подсказки убирались, что привело к открытию других особенностей этих нейронов. Ширина угла, в котором активен нейрон, и распределение частоты спайков по углу остались теми же самыми, что указывает на внутренние механизмы регуляции этих параметров. В то же время направление максимальной активности у двух третей популяции нейронов сдвигалось в диапазоне от 108 градусов по часовой стрелке до 66 градусов против часовой стрелки, а у одной трети популяции вообще не изменялось. Наличие нейронов, сохраняющих предпочтительное направление даже в отсутствие внешних визуальных подсказок, также указывает на существование внутренних механизмов навигации в пространстве, возможно, опирающихся на вестибулярные и проприоцептивные сигналы.

## История исследований
Нейроны направления головы были обнаружены американским нейрофизиологом Джеймсом Ранком в пресубикулуме крысы (части височной доли мозга, относящейся к гиппокамповой формации). Ранк впервые сообщил об открытии в краткой публикации в 1984 году. Основные исследования этих клеток проводил Джеффри Таубе, постдок в лаборатории Ранка, и в 1990 году результаты этих исследований были опубликованы в двух статьях в Journal of Neuroscience, которые заложили основу для всех последующих работ. Таубе посвятил свою научную карьеру изучению этих нейронов и стал автором ряда открытий и обзорных публикаций.
Область субикулума имеет много нейронных связей, и прослеживание этих связей позволило обнаружить нейроны направления головы в других участках мозга. В 1993 году были открыты нейроны направления головы в латеральном дорсальном ядре таламуса крысы, затем в соседнем переднем таламическом ядре, в новой коре и в латеральной мамиллярной области гипоталамуса. Недавно значительное количество нейронов направления головы было найдено в медиальной части энторинальной коры, где они соседствуют с нейронами решётки.
Такие примечательные особенности нейронов направления головы, как их концептуальная простота и способность сохранять активность в отсутствие внешних визуальных стимулов, сделали их предметов интенсивных теоретических исследований. Были разработаны математические модели, общим свойством которых является способность к самоорганизации паттернов активности на основе многочисленных связей между отдельными нейронами.
Нейроны направления головы описаны у многих видов животных, включая мышей, крыс, и обезьян. У летучих мышей система мониторинга направления головы оказалась трёхмерной, отслеживающей не только азимут в горизонтальной плоскости, но и наклон головы в вертикальной плоскости и поворот шеи вокруг своей оси. Подобие системы мониторинга направления головы найдено также у дрозофилы, у которой клетки направления головы образуют кольцеобразную структуру.